# Trận Ardennes (Thế chiến thứ hai)

Bản đồ chiến cuộc vùng Ardennes

Trận Ardennes là một trận chiến quan trọng trong phần cuối của Chiến tranh thế giới thứ hai. Sau khi đổ bộ thành công vào Normandie, quân Đồng Minh chiếm được lợi thế và dần dần đẩy lui quân Đức Quốc xã ra Tây Âu. Trước tình hình này, Adolf Hitler cùng ban tham mưu Đức đặt kế hoạch mở một cuộc phản công bất ngờ để phá thủng trận tuyến của Đồng Minh, với hy vọng cắt đôi lực lượng quân đội Anh, chiếm lại Antwerp (Bỉ) và sau đó bọc hậu bao vây 4 quân đoàn của khối Đồng Minh làm con tin đòi Đồng Minh phải ký hòa ước.
Cuộc phản công này được tổ chức trong bí mật và gây tổn thất bất ngờ cho quân Đồng Minh. Mặc dầu có tình báo cho biết quân Đức sẽ mở cuộc phản công, bộ chỉ huy Đồng Minh lúc bấy giờ đang ỷ thế thắng, mải lo công mà quên thủ, nên thiếu chuẩn bị. Ngoài ra, quân Đồng Minh còn gặp những trở ngại khác như thiếu liên lạc tình báo và không quân bị trì trệ vì thời tiết mùa đông.
Báo chí tiếng Anh gọi trận đánh này là Battle of the Bulge (Bulge nghĩa là phình ra) vì khi nhìn trên bản đồ quân sự, quân Đức chọc thủng được một lỗ hổng lớn và tràn sang khu quân sự của Đồng Minh tạo nên một mũi dùi tương tự như một khối u sưng.
Ngay ngày đầu của cuộc phản công, 16 tháng 12 năm 1944, quân Hoa Kỳ bị tổn thất nặng nề. Hai trung đoàn của Sư đoàn Bộ binh 106 Hoa Kỳ bị bắt gọn. Trận Ardennes là trận đánh đẫm máu nhất của quân đội Hoa Kỳ trong Chiến tranh thế giới thứ hai, với 19.000 lính tử trận. Những bước tiến ban đầu của chiến dịch có thể được xem là chiến thắng cuối cùng của quân đội Đức đồng thời là thảm họa đầu tiên mà quân đội Mỹ gặp phải trong giai đoạn 1944-1945 của cuộc chiến. Nhưng, sau nhiều ngày chiến đấu, quân Đồng Minh giành lại được thế chủ động và đẩy lui quân Đức. Quân Đức không đạt được mục tiêu của kế hoạch và lực lượng bị suy giảm rất nhiều, phải lui về cố thủ dọc phòng tuyến Siegfried. Không thể bù đắp cho thiệt hại nặng nề của mình, quân Đức tiêu tan hy vọng. Sau thắng lợi quyết định này, quân Đồng Minh đã tràn vào nước Đức.

## Bối cảnh
Sau thắng lợi tại trận Normandy vào tháng 6 năm 1944, quân Đồng Minh mở thêm chiến dịch đổ bộ vào miền nam nước Pháp, tạo thế vây dồn quân Đức về phía tây bắc. Sức tiến quân của Đồng Minh nhanh hơn dự tính, do đó việc tiếp vận gặp nhiều khó khăn, trở ngại. Tuy kế hoạch mở đường tiếp vận thẳng từ cửa biển tại Normandy đạt mục tiêu trước dự định, nhưng chỉ có cảng Cherbourg là đủ độ sâu để cho tàu hàng lớn vào được. Quân Đồng Minh chiếm đóng cảng Antwerp (Bỉ) từ tháng 9 nhưng tới 28 tháng 11 mới bắt đầu hoạt động được.
Tuy nhiên, đến cuối năm 1944, nước Đức không chịu thừa nhận thất bại, trong khi quân Đồng Minh lo củng cố các vị trí của họ, tập hợp và tái tổ chức các đạo quân của mình thì quân Đức đã có thời gian trấn tĩnh lại. Hơn nữa, vào tháng 9, Hitler đã khởi động một cuộc phản công và bí mật tập hợp những lực lượng thật mạnh ở cửa ngõ Ardennes. Ba cánh quân gồm Tập đoàn Thiết giáp số 5 (Tư lệnh: Thượng tướng Thiết giáp Hasso von Manteuffel), Tập đoàn Thiết giáp số 6 (Đại tướng SS Sepp Dietrich) và Tập đoàn quân số 7 (Thượng tướng Thiết giáp Erich Brandenberger) đã được hồi sức, được tái tổ chức và tái vũ trang đã tụ họp lại trong biên chế Cụm Tập đoàn quân B do Thống chế Walter Model chỉ huy. Quân đội Đức trên mặt trận Tây Âu được đặt chung dưới sự chỉ huy của Thống chế Gerd von Rundstedt.

## Lực lượng của hai phe
Chỉ huy lực lượng Đức: Thống chế Gerd von Rundstedt – Tổng tư lệnh Mặt trận Tây Âu; Thống chế Walter Model – Tư lệnh Cụm Tập đoàn quân B
- Phe Đức:
  - Bộ binh: 300.000 người - phân thành 30 sư đoàn, 14 hoặc 15 sư đoàn bộ binh cơ động.
  - Thiết giáp và xe bọc thép: 11 sư đoàn thiết giáp - gần 1.500 xe tăng và xe thiết giáp.
  - Pháo binh: rất nhiều nhưng con số thống kê chung là khoảng 1.600 khẩu pháo, 955 máy phóng hỏa tiễn.
  - Không quân: 2.400 máy bay.

Chỉ huy lực lượng Đồng Minh: Thống tướng Dwight D. Eisenhower – Tư lệnh Tối cao Lực lượng Viễn chinh Đồng Minh; Đại tướng Omar Bradley – Tư lệnh Cụm Tập đoàn quân số 12 Mỹ; Thống chế Bernard Montgomery – Tư lệnh Cụm Tập đoàn quân số 12 Anh-Mỹ
- Phe Đồng Minh:
  - Bộ binh: 700.000 người.
  - Thiết giáp và xe bọc thép: 2.000 xe tăng hạng trung và khoảng 1.000 xe thiết giáp.
  - Pháo binh: 4.500 khẩu pháo hạng trung và hạng nặng.
  - Không quân: 6.000 máy bay.

## Diễn biến chính

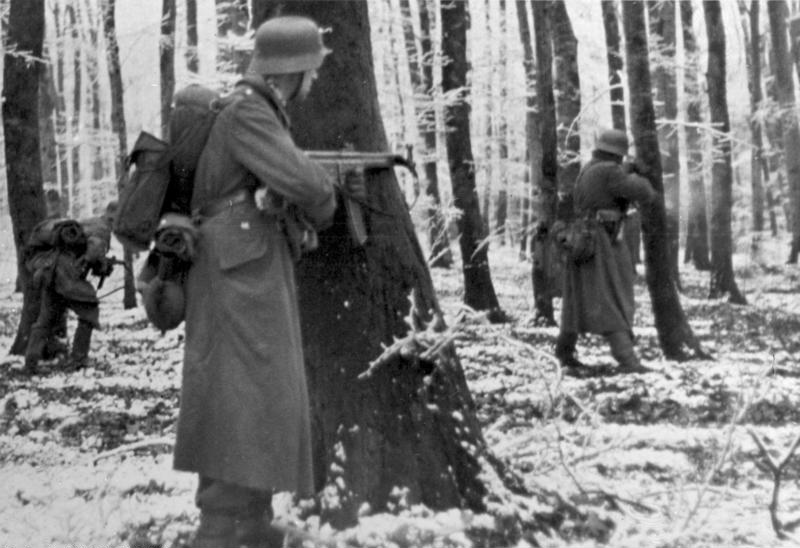
Bộ binh Đức tấn công trong rừng già

Nhiệm vụ chính của đoàn quân này bao gồm việc tái lập chiến công đã được thực hiện vào năm 1940 bởi von Rundstedt chống lại quân Pháp, bởi vì quân Pháp phải cắt ngang qua vùng Ardennes, vượt qua sông Meuse, rồi đi ngược lên phía Bắc để tái chiếm Antwep.
Quân Đức đã tính rất kĩ, nếu họ chiếm được Ardennes và tiến ra đến biển, mặt trận của quân Đồng Minh sẽ không còn và đến lúc đó cả Mỹ-Anh-Pháp cũng chẳng làm được gì. Quân Đồng Minh sẽ dễ dàng rơi vào bẫy của quân Đức tại Bỉ và Hà Lan mà không có đường rút chạy. Nhiệm vụ của quân Đồng Minh phải đảm bảo và bảo toàn các vị trí then chốt ở Ardennes và các cây cầu trên sông Meuse.
Cuộc tấn công trong vùng Ruhr và Sarre đã khiến cho quân Đồng Minh rời xa trung tâm mặt trận, chính xác hơn là ở Ardennes. Binh đoàn số 8 của trung tướng Troy Middleton chiếm đóng gần ở đó, gần bên mặt trận dài hơn 140 km.
Vào sáng sớm ngày 16/12, trong làn sương mù của buổi sáng tinh mơ, pháo binh Đức bắt đầu khai hỏa dữ dội vào phòng tuyến Đồng Minh. Ngay sau đó, Rundstedt và Model tung ra ba đạo quân trên một mặt trận dài 75 km giữa Montjoie và Echternach, xe tăng và bộ binh Đức băng qua phòng tuyến của Hoa Kỳ. Sự bất ngờ có kết quả hoàn hảo, quân đội Đức bẻ gãy các phòng tuyến của Mỹ và gấp rút tiến về sông Meuse. Quân đội Hoa Kỳ càng thêm rối loạn khi quân Đức cử lực lượng đặc công biết tiếng Anh, mặc quân phục và xe của Hoa Kỳ để phá hoại phía sau phòng tuyến, Hoa Kỳ trở nên lo lắng đến ngay cả tướng Omar N.Bradley cũng bị chặn và phải xuất trình giấy tờ để chứng minh ông không phải quân Đức. Nhưng ở nơi đây, tinh thần của quân Đồng Minh đã không còn lung lay như năm 1940; vài đơn vị Hoa Kỳ rời bỏ cuộc chiến đấu và vừa đánh vừa rút lui nhưng trái lại, ở các đơn vị khác, họ không nao núng và bảo vệ mặt trận từng mét một. Những người Đức bị bắt khi mặc quân phục Hoa Kỳ đều sẽ bị xử bắn như là gián điệp. Mây dày khiến máy bay phe Đồng Minh nằm yên, không thể khai thác ưu thế trên không của họ, đòn đột phá của Đức ở đây có thể làm tê liệt, thậm chí là đẩy lùi bước tiến của Đồng Minh. Quân SS ngoài tiền tuyến thể hiện sự khinh thị điển hình khi họ hôi của và đốt phá khắp vùng, gần thị trấn Malmedy, họ bắt và sát hại hơn 300 tù binh Mỹ một cách có chủ ý.
Vì thời tiết xấu ngăn chặn không quân Đồng Minh can thiệp vào, nên kết quả cuộc chiến tuỳ thuộc trên hết là sự kiểm soát những ngã tư của các đại lộ. Mặt đất mấp mô nhiều cây cối vùng Ardennes đã kìm hãm lực lượng cơ động Đức trên các con đường và hệ thống đường sá. Khi đó, tại phía Nam của chỗ lồi, quân Đồng Minh đặt súng chống tăng trên các đại lộ để cản bước tiến của quân Đức, khiến họ phải dùng nguồn nhiên liệu quý giá để đi lối khác. Quân Đồng Minh cố gắng xốc lại lực lượng, nhưng các đơn vị thiết giáp của Đức tổ chức đánh mạnh vào hệ thống phòng ngự của Mỹ, đe dọa chia quân Đồng Minh làm đôi. Với hai phe, không nơi nào quan trọng hơn Saint-Vith và Bastogne, mọi con đường lớn giao nhau tại thị trấn nhỏ của Bỉ này. Ngày 19/12, tại Verdun, Pháp, tướng George S. Patton dự cuộc họp với Bộ Tư lệnh Tối cao quân Đồng Minh, Tư lệnh Eisenhower hỏi ai có thể tái triển khai đủ nhanh để giải vây cho Bastogne, Patton liền đáp lại lời kêu gọi bằng câu nói nổi tiếng: ''Tôi có thể đưa 3 sư đoàn tới Bastogne chỉ trong 48 tiếng '', quân của ông ta cách Bastogne khoảng 100 dặm về phía Nam, Eisenhower không tin điều đó, Patton chuyển mật lệnh cho Tham mưu trưởng của mình: "Đồng ý". Lập tức, 3 sư đoàn nhanh chóng chuyển hướng về Bastogne và hội quân với Tập đoàn quân số 21 của Montgomery ở phía Bắc.

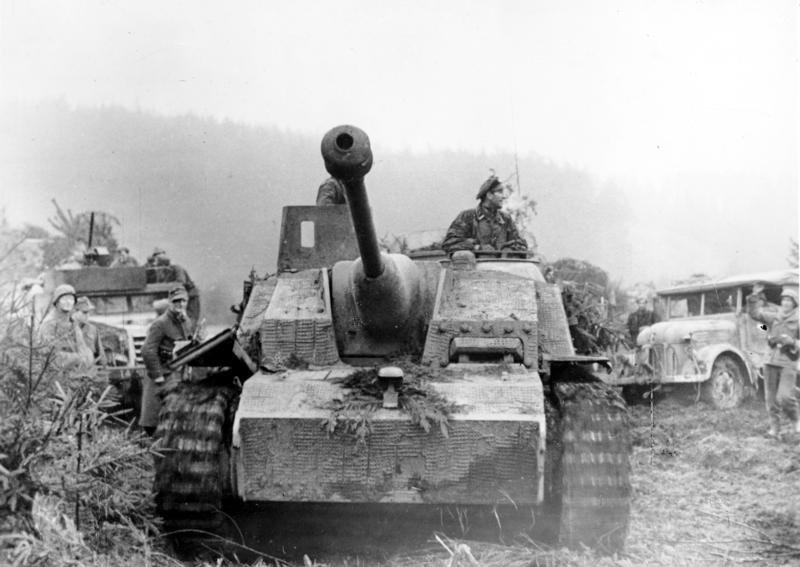
Pháo tự hành StuG-III trong cuộc tấn công Ardennes

Ở Saint-Vith, sư đoàn thiết giáp số 7 của Hoa Kỳ đang cố gắng chống cự vô vọng trong 6 ngày với những cuộc tấn công ác liệt của quân thiết giáp Đức. Tuy nhiên, quân Đức đã bị lỡ kế hoạch so với dự kiến tiến tới sông Meuse. Saint-Vith thất thủ ngày 21/12. Sư đoàn bộ binh số 28, sư đoàn thiết giáp số 9-10 nhận lệnh của tướng Eisenhower chống lại quân Đức tại Bastogne, bảo vệ thành phố Arnhem. Ngày 20/12, khoảng 10.800 lính Mỹ phòng thủ Bastogne bị bảy sư đoàn Đức bao vây (khoảng 54.000 người).
Quân Đức triển khai toàn bộ lực lượng để tiêu huỷ nút giao thông Bastogne. Ngày 21/12, quân Đức bắt đầu cuộc tấn công vào Bastogne, pháo binh Đức khai hỏa dữ dội vào thị trấn hết đợt này sang đợt khác, những trận pháo kích khủng khiếp khiến cho lực lượng Mỹ ở đây bị hao hụt nghiêm trọng. Sư đoàn Dù số 101 Hoa Kỳ được lệnh tham chiến thay thế cho Sư đoàn Bộ binh số 28 đã bị tiêu hao. Lực lượng Mỹ bảo vệ thị trấn của Bỉ này được gọi là ''Những đứa con hoang bị hành hạ của Bastogne''. Chiến sự diễn ra ác liệt, quân Đức thất bại trong việc xuyên thủng tuyến phòng thủ của Mỹ, khi họ đưa ra điều kiện cho việc đầu hàng, Trung tướng Anthony McAuliffe - chỉ huy lực lượng phòng thủ Bastogne đáp:
| “             | Lũ đầu đất | ” |
| — Mac Auliffe |            |   |

Quân Đức tiếp tục đẩy mũi tiến công sâu thêm 100 km ngang qua các phòng tuyến của quân Mỹ và đi tới vị trí cách sông Meuse khoảng chừng 5 km về phía Đông.Hai ngày sau,quân Đức vẫn đến được thị trấn Dinant, cách đó 48 km về phía Tây. Dù bị chậm, canh bạc của Hitler dường như có tác dụng, mũi tiến của quân Đức vẫn lao về phía trước, tuy nhiên nguồn tiếp tế đã thiếu hụt nghiêm trọng và họ đang cạn nhiên liệu. Nhưng tại đây, họ đã bị chặn lại. Sự giáng trả của quân đội Mỹ quá nhanh chóng, dữ dội và rất thông minh. Các toán lính dù và biệt kích Đức bị bắn hạ hoặc vây hãm. Quân Đồng Minh vẫn có thể giữ vững cây cầu sông Meuse, mặc dù chịu tổn thất lớn. Trong gần một tuần của cái lạnh cắt da, các trận đấu súng ác liệt và đẫm máu diễn ra liên tục, hai phe vẫn rơi vào bế tắc, không bên nào giành được lợi thế. Ngày đầu năm mới 1945, không quân Đức mở cuộc tấn công cảm tử vào căn cứ Đồng Minh, đây là lần đầu tiên loại máy bay phản lực tân tiến nhất ME 262 của Đức tham gia trận đánh. Hơn 300 máy bay Đồng Minh bị phá hủy, nhưng không quân Đức cũng mất vài trăm chiếc, vượt quá khả năng của họ.

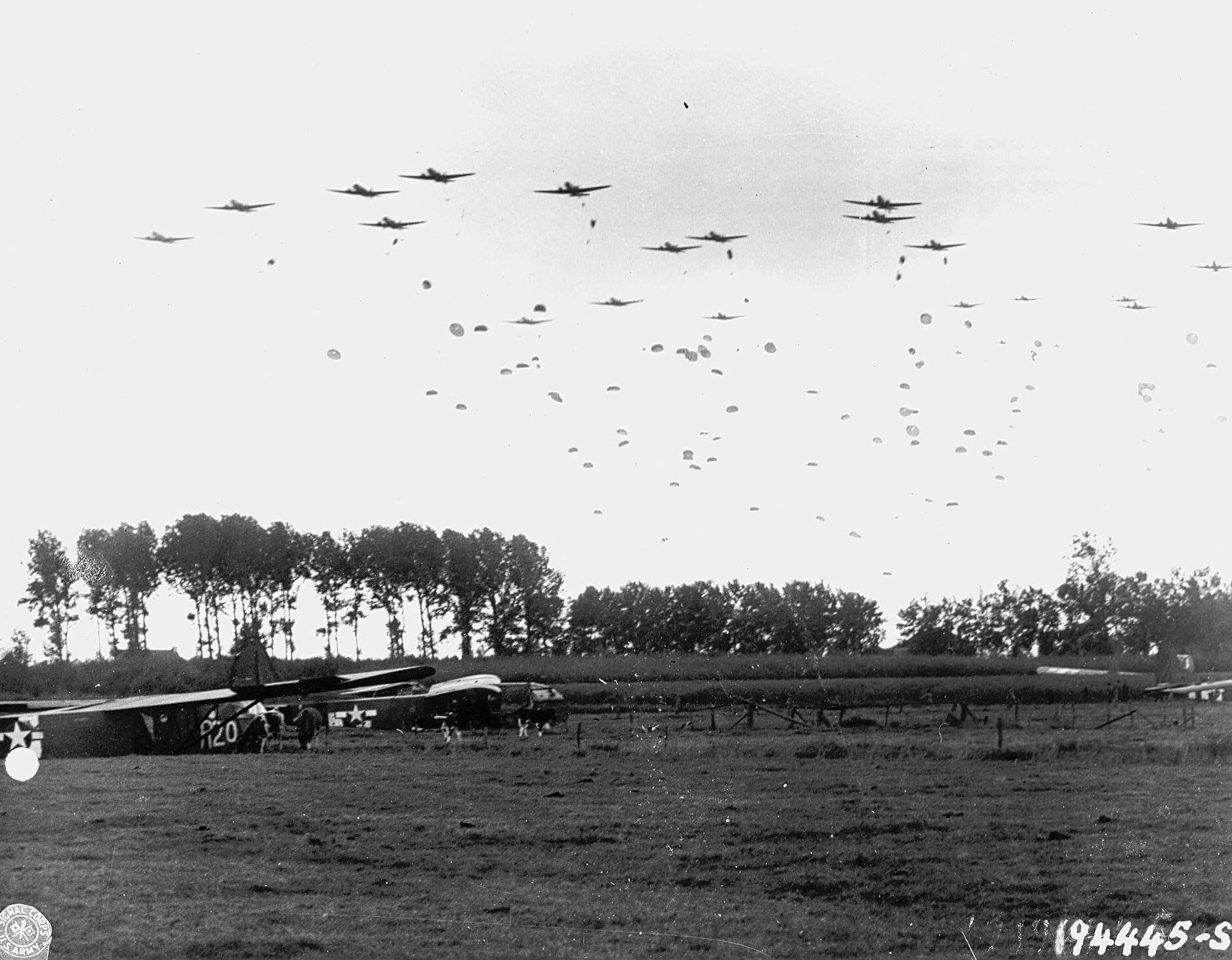
Không đoàn số 82 đang tiến về phía Ardennes

Bằng một chiến thuật sáng suốt, trong một tuần, Patton đã đổi hướng thành công, từ Đông-Bắc, quân Mỹ do tướng Bernard Montgomery tạm quyền chỉ huy tấn công từ phía Bắc, quân của tướng George S.Patton ép lại từ phía Nam. Đến nửa đêm ngày 23/12, sau khi lặn lội qua những con đường tồi tệ, trơn và phủ đầy băng, Quân đoàn 3 của tướng Patton chỉ còn cách Bastogne chừng 8 dặm. Cùng lúc đó, tuyến ngừng rơi, các máy bay phe Đồng Minh bắn phá và ném bom dữ dội lực lượng Đức một cách không thương tiếc. Sáng hôm sau, thiết giáp cùng bộ binh của Patton và Montgomery đồng loạt xông lên đẩy ngược quân Đức trở lại phía Đông, cuộc chiến ác liệt nổ ra gần 3 giờ đồng hồ giữa lực lượng thiết giáp hai phe. Lực lượng thiết giáp của Đức tuy chiếm ưu thế hơn về sức mạnh nhưng kém hơn về số lượng và còn bị tấn công từ không quân Mỹ, bộ binh Đức dù thiện chiến hơn, mạnh mẽ hơn nhưng cũng không thể địch lại quân Đồng Minh với số lượng áp đảo. Ngày 24/12, quân Đức bị đẩy ra khỏi vùng Ardennes. Thống chế Von Rundstedt cho quân rút lui dần về Berlin một cách có trật tự, ván bài của Hitler xem như đã thất bại.

## Kết thúc chiến dịch
Cuối tháng giêng, trận đánh đã kết thúc trong "cái túi" của Ardennes và quân Mỹ đã khôi phục được các phòng tuyến của họ. Tiêu tan hy vọng, Đức Quốc xã đã hoàn toàn mất kiểm soát vùng mặt trận phía Đông và Tây. Lực lượng đã bị dốc cạn, Hitler chắc chắn đã dự đoán được trước sự sụp đổ của cả hai mặt trận và cuối cùng là Đế chế thứ III.
Sau chiến thắng định đoạt của quân lực Đồng Minh trong trận chiến Ardennes, họ đã tràn vào được chính quốc Đức.

## Ý nghĩa
Mặc dù tổn thất đến hơn 77.000 lính và trận này là thảm kịch đầu tiên của quân Mỹ trong cuộc chiến, nhưng quân Đồng Minh đã bảo vệ thành công một phòng tuyến quan trọng của mình khỏi quân Hitler. Còn bản thân quân Đức tuy mạnh hơn nhưng sức lực đã không còn, mất hơn 90.000 lính - một tổn thất mà họ khó thể nào bù đắp lại. Đế chế thứ II đã gần đi đến bờ sụp đổ và Hitler đã đánh canh bạc cuối cùng vào trận Ardennes - mở đầu là chiến thắng cuối cùng của ông ta trong cuộc chiến nhưng cuối cùng lại là thắng lợi quyết định của quân lực Đồng Minh - cũng đã hẳn nhận ra kết cục cuối cùng của mình và chế độ Quốc xã.

## Trận Ardennes trong văn hoá đại chúng
Phim ảnh:
- Battleground, một bộ phim được công chiếu năm 1949 diễn tả cuộc bao vây tại Bastogne.
- Battle of the Bulge, một bộ phim chiếu năm 1965 về toàn bộ chiến dịch.
- Saints and Soldiers, một bộ phim chiếu năm 2003 về cuộc phản công của Patton.
- Patton, một bộ phim nhựa năm 1970 về cuộc đời và sự nghiệp của Patton.
- A Midnight Clear, một bộ phim được chiếu năm 1992 nói lên sự thông minh trong các đòn phản công của quân Đồng Minh.
- Everyman's War, một bộ phim chiếu năm 2009 về một người lính tham gia trận Ardennes.

Phim nhiều tập:
- Band of Brothers, trong phần 6: Bastogne và phần 7: Breaking Point.
- Decoration Day, một bộ phim truyền hình Mỹ về một bộ binh trong thế chiến II.

Trò chơi điện tử:
- Battle of the Bulge (game), game dàn trận.
- Call of Duty: United Offensive, game theo chiến dịch.
- Medal of Honor: Spearhead, game theo chiến dịch.
- Medal of Honor: European Assault, chiến dịch cuối cùng trong game.
- Bulge '44 (HPS Simulations), một game dàn trận gồm các trận trong thế chiến II.
- Blitzkrieg, một game chiến thuật theo màn do Nival Interactive phát triển.
- Battlefield 1942, màn Battle of the Bulge
- Call Of Duty: WW2[14]: màn Battle of the Bulge